# Pelochyta acuta
Pelochyta acuta là một loài bướm đêm thuộc phân họ Arctiinae, họ Erebidae.